# Luria pulchra
Espèce
Synonymes
- Cypraea pulchra Gray, 1824

Luria pulchra est une espèce de mollusques gastéropodes de la famille des Cypraeidae.

## Répartition
- Répartition : mer Rouge, golfe d'Oman et golfe Persique.

## Philatélie
Ce coquillage figure sur une émission du territoire français des Afars et des Issas de 1975 (valeur faciale : 15 F), puis sur celle du sultanat d'Oman en 1982, tous les deux sous la dénomination « Cypraea pulchra ». Également par la république de Djibouti (valeur faciale 25 F Y&T 559) en 1982